# أواين غوردون
أواين غوردون (بالإنجليزية: Omar Gordon)‏ (8 أكتوبر 1991 بكينغستون في جامايكا - ) هو لاعب كرة قدم جامايكي في مركز الدفاع. لعب مع أرنيت جاردنز.

## وصلات خارجية
- أواين غوردون على موقع قاعدة بيانات كرة القدم.إي يو (الإنجليزية)
- أواين غوردون على موقع ناشيونال فوتبول تيمز (الإنجليزية)
- أواين غوردون على موقع Soccerway.com (الإنجليزية)